# Amor em Quatro Atos
Amor em Quatro Atos (En español: Amor en cuatro actos) es una miniserie brasileña emitida por la Red Globo, producida por RT Features y con producción ejecutiva de la Academia de Cine. La miniserie, basada en las canciones del cantante Chico Buarque, fue dirigida por Tande Bressane, Tadeu Jungle y Bruno Barreto, y adaptadas por Antonia Pellegrino, Marcio Germán Delgado, Estela Renner y Tadeu Jungle. 
Fue exhibida entre el 11 y 14 de enero de 2011, con cuatro capítulos - todos inspirados en las canciones del cantante brasileño Chico Buarque.
Protagonizada por Marjorie Estiano y Malvino Salvador, Dalton Vigh y Carolina Ferraz, Vladimir Brichta y Alinne Moraes.

## Trama
El primero episodio, Ela faz cinema, narra la historia de Letícia (Marjorie Estiano), una cineasta que montaba un clip sobre la música "Construção" y se enamora de un simple albañil, que hace ruido en una obra que sucede en el apartamento vecino.
En Meu único defeito foi não saber te amar, Lauro (Dalton Vigh) vive una relación rodeada por los celos y la inseguridad. Su matrimonio experimenta una gran crisis cuando su actual mujer se involucra con la pareja de su exmujer.
Ary (Vladimir Brichta), de los episodios Folhetim y Vitrines, es un hombre casado que, desilusionado, se relaciona con otra mujer. Después de dormir juntos, Ary descubre a la mañana siguiente que ella es una prostituta.

### Ela faz Cinema
| Ator                | Personagem |
| ------------------- | ---------- |
| Marjorie Estiano    | Letícia    |
| Malvino Salvador    | Antônio    |
| Cacá Rosset         | Rafic      |
| Martha Nowill       | Evelyn     |
| André Frateschi     | André      |
| Gero Camilo         | José       |
| André Luis Patrício | João       |

### Meu único defeito foi não saber te amar
| Ator            | Personagem |
| --------------- | ---------- |
| Dalton Vigh     | Lauro      |
| Carolina Ferraz | Maria      |
| Gisele Fróes    | Dora       |
| Dudu Azevedo    | Fernando   |
| Úrsula Corona   | Débora     |

### Folhetim & Vitrines
| Ator             | Personagem               |
| ---------------- | ------------------------ |
| Vladimir Brichta | Ary                      |
| Alinne Moraes    | Vera                     |
| Camila Morgado   | Selma                    |
| Alice Assef      | Ana (Anacleto)           |
| Bruce Gomlevsky  | Alexandre                |
| Gustavo Machado  | Giovanni                 |
| Nanda Costa      | chica que charla con Ary |

### Audiencias
Debutó con 21 puntos y en los días siguientes tuvo 20, 17 y 19 puntos de audiencia.